# 钩指复镖水蚤
钩指复镖水蚤（学名：Allodiaptomus specillodactylus）为镖水蚤科复镖水蚤属的动物，是中国的特有物种。分布于广东等地，属于暖水性种类。生活于池塘、湖泊和河流中。